# 십수면
10수면(十隨眠)은 탐(貪, raga) · 진(瞋, pratigha) · 만(慢, mana) · 무명(無明, avidya) · 유신견(有身見, satkāya-drsti) · 변집견(邊執見, anta-grāha-drsti) · 사견(邪見, mithyā-drsti) · 견취(見取, drstiparāmarśa) · 계금취(戒禁取, śīla-vrata-parāmarśa) · 의(疑, vicikitsa)의 10가지 근본번뇌를 말한다.
10근본번뇌(十根本煩惱) · 10번뇌(十煩惱) · 10견(十見) · 10사(十使) · 10혹(十惑) 또는 10대혹(十大惑)이라고도 한다.
탐(貪) · 진(瞋) · 만(慢) · 무명(無明) · 견(見) · 의(疑)의 6수면 가운데 견은 유신견(有身見) · 변집견(邊執見) · 사견(邪見) · 견취(見取) · 계금취(戒禁取)의 5견으로 나뉜다. 이 5견(五見)과 6수면 가운데 견을 제외한 나머지 5가지를 합친 것이 10수면이다. 말하자면, 10수면은 6수면을 좀 더 자세하게 나열한 것이다.
하지만, 단순히 자세하게 나열한 것은 아니며, 6수면을 10수면으로 구분한 것은 5가지의 날카로운 근본번뇌와 5가지의 둔중한 근본번뇌로 나누기 위한 것이다. 전통적인 용어로 전자의 5가지 날카로운[利] 근본번뇌[使]는 5리사(五利使)라 하고, 후자의 5가지 둔중한[鈍] 근본번뇌[使]는 5둔사(五鈍使)라고 한다. 5리사와 5둔사를 합쳐서 10사(十使)라고 한다. 5리사는 5견 즉 유신견 · 변집견 · 사견 · 견취 · 계금취를 말하고, 5둔사는 탐 · 진 · 만 · 무명 · 의를 말한다.
'날카롭다[利]'는 것은 견(見)의 성질 즉 견해의 성질을 말하는 것으로, 견의 성질 즉 본질은 심려결탁(審慮決度) 즉 먼저 숙고[審慮]한 다음 확인 판단[決度]하는 것이다. 그리고 여기서의 견은 번뇌성의 견, 즉 염오견을 말하는 것이므로, 이(理) 즉 이치에 미혹한 것을 말한다. 즉, 5리사 즉 5견은 숙고하고 판단하여 획득한 견해이지만 이치에 어긋하는 견해 즉 염오견을 말하는 것으로, 5견 즉 염오견을 다른 말로는 악견(惡見) 또는 부정견(不正見) 즉 그릇된 견해라고 한다.
'둔중하다[鈍]'는 것은 '날카롭다[利]'의 대칭으로, 견(見)의 성질이 아닌 것을 말한다. 즉 심려결탁의 성격이 아닌 것을 말한다. 번뇌로서의 작용이 둔중하다 혹은 작용력이 느리다는 의미가 아니다.

## 같이 보기
- 번뇌
- 잡염
- 6수면 · 7수면
- 불선근
- 4근본번뇌
- 수번뇌
- 5주지번뇌

## 참고 문헌
- 곽철환 (2003). 《시공 불교사전》. 시공사 / 네이버 지식백과. |title=에 외부 링크가 있음 (도움말)
- 미륵 지음, 현장 한역, 강명희 번역 (K.614, T.1579). 《유가사지론》. 한글대장경 검색시스템 - 전자불전연구소 / 동국역경원. K.570(15-465), T.1579(30-279). |title=에 외부 링크가 있음 (도움말)
- 세친 지음, 현장 한역, 권오민 번역 (K.955, T.1558). 《아비달마구사론》. 한글대장경 검색시스템 - 전자불전연구소 / 동국역경원. K.955(27-453), T.1558(29-1). |title=에 외부 링크가 있음 (도움말)
- 호법 등 지음, 현장 한역, 김묘주 번역 (K.614, T.1585). 《성유식론》. 한글대장경 검색시스템 - 전자불전연구소 / 동국역경원. K.614(17-510), T.1585(31-1). |title=에 외부 링크가 있음 (도움말)
- 세친 지음, 현장 한역, 송성수 번역 (K.618, T.1612). 《대승오온론》. 한글대장경 검색시스템 - 전자불전연구소 / 동국역경원. K.618(17-637), T.1612(31-848). |title=에 외부 링크가 있음 (도움말)
- 운허.  동국역경원 편집, 편집. 《불교 사전》. |title=에 외부 링크가 있음 (도움말)
- (영어) DDB. 《Digital Dictionary of Buddhism (電子佛教辭典)》. Edited by A. Charles Muller. |title=에 외부 링크가 있음 (도움말)
- (중국어) 미륵 조, 현장 한역 (T.1579). 《유가사지론(瑜伽師地論)》. 대정신수대장경. T30, No. 1579. CBETA. |title=에 외부 링크가 있음 (도움말)
- (중국어) 佛門網. 《佛學辭典(불학사전)》. |title=에 외부 링크가 있음 (도움말)
- (중국어) 星雲. 《佛光大辭典(불광대사전)》 3판. |title=에 외부 링크가 있음 (도움말)
- (중국어) 세친 조, 현장 한역 (T.1612). 《대승오온론(大乘五蘊論)》. 대정신수대장경. T31, No. 1612, CBETA. |title=에 외부 링크가 있음 (도움말)
- (중국어) 세친 조, 현장 한역 (T.1558). 《아비달마구사론(阿毘達磨俱舍論)》. 대정신수대장경. T29, No. 1558, CBETA. |title=에 외부 링크가 있음 (도움말)
- (중국어) 호법 등 지음, 현장 한역 (T.1585). 《성유식론(成唯識論)》. 대정신수대장경. T31, No. 1585, CBETA. |title=에 외부 링크가 있음 (도움말)